# Осташёвский сельский округ
Осташёвский сельский округ — упразднённая административно-территориальная единица, существовавшая на территории Волоколамского района Московской области в 1994—2006 годах.
В первые годы советской власти возник Осташёвский сельсовет. В 1921 году он входил в состав Осташёвской волости Волоколамского уезда Московской губернии.
В 1925 году из Осташёвского с/с был выделен Овинищевский с/с.
В 1926 году Осташёвский с/с включал 1 населённый пункт — Осташёво, а также 2 хутора, 1 отруб и 1 площадка.
В 1929 году Осташёвский с/с был отнесён к Волоколамскому району Московского округа Московской области. При этом к нему были присоединены Овинищевский и Становищенский с/с.
4 января 1939 года Осташёвский с/с был отнесён к новообразованному Осташёвскому району.
28 декабря 1951 года к Осташёвскому с/с было присоединено селение Старое Колышкино упразднённого Кузьминского с/с.
14 июня 1954 года к Осташёвскому с/с был присоединён Бражниковский сельсовет.
7 декабря 1957 года Осташёвский район был упразднён, и Осташёвский с/с вновь вошёл в состав Волоколамского района.
14 января 1964 года из Осташёвского с/с в Тереховский с/с были переданы селения Жулино, Середниково и Тепнево, а из Тереховского с/с в Осташёвский — Новое Ботово, Руза и Таршино.
25 января 1972 года к Осташёвскому с/с был присоединён Токаревский с/с.
7 августа 1973 года к Осташёвскому с/с был присоединён Тереховский с/с.
30 мая 1978 года были упразднены населённые пункты Вараксино и Мокросёлово Осташёвского с/с. 23 июня 1988 года та же судьба постигла деревню Титово.
3 февраля 1994 года Осташёвский с/с был преобразован в Осташёвский сельский округ.
17 марта 1999 года на территории Осташёвского сельского округа были образованы деревни Комарово и Титово.
В ходе муниципальной реформы 2005 года Осташёвский сельский округ прекратил своё существование как муниципальная единица. При этом все его населённые пункты вошли в сельское поселение Осташёвское.
29 ноября 2006 года Осташёвский сельский округ исключён из учётных данных административно-территориальных и территориальных единиц Московской области.